# Flughafen Kars-Harakani

i8
i11
i13
Der Flughafen Kars-Harakani, auch Flughafen Kars (türkisch Kars Harakani Havalimanı, IATA-Code: KSY, ICAO-Code: LTCF) ist ein türkischer Flughafen unmittelbar südlich der Stadt Kars im Nordosten des Landes. Er wird durch die staatliche DHMI betrieben.

## Geschichte
Der Flughafen wurde ursprünglich 1988 zur zivilen Verkehrserschließung des Landes gebaut und wird heute zivil genutzt. Er verfügt über eine 3000 Meter lange befestigte Start- und Landebahn, die über ein Instrumentenfluglandesystem verfügt. Das Vorfeld vor dem Terminal hat eine Größe von 258 × 120 Meter und kann fünf Verkehrsflugzeuge aufnehmen. Für die Passagiere steht ein Terminal mit einer Größe von 1695 Quadratmetern und einer Kapazität von einer Million Passagieren im Jahr bereit.
Der Flughafen liegt etwa sechs Kilometer von der Stadt Kars entfernt. Sie ist mit Taxi, Privatwagen oder Flughafenbus über die Fernstraße D-965/E-691 zu erreichen. Vor dem Terminal gibt es einen Parkplatz für 100 Autos.

## Fluggesellschaften und Ziele
Im Jahr 2019 wurden nur Inlandsziele angeflogen.